# Eugorgia ampla
Eugorgia ampla är en korallart som först beskrevs av Addison Emery Verrill 1864.  Eugorgia ampla ingår i släktet Eugorgia och familjen Gorgoniidae. Inga underarter finns listade i Catalogue of Life.